# صف الملوك (فلم)
صف الملوك (بالإنجليزية: Kings Row) هو فيلم دراما صدر في سنة 1942.

## بطولة
- رونالد ريغان

## الميزانية والإيرادات
بلغت تكلفة إنتاج الفيلم حوالي 1,081,698 دولار بينما حقق أرباحا تقدر بـ 5.093 مليون دولار.

### ترشيحات وجوائز
| السنة | الحدث  | الفئة     | النتيجة |
| ----- | ------ | --------- | ------- |
|       | أوسكار | أفضل فيلم | ترشـيـح |

## وصلات خارجية
- صف الملوك على موقع IMDb (الإنجليزية)
- صف الملوك على موقع الموسوعة البريطانية (الإنجليزية)
- صف الملوك على موقع روتن توميتوز (الإنجليزية)
- صف الملوك على موقع نتفليكس (الإنجليزية)
- صف الملوك على موقع قاعدة بيانات الأفلام العربية
- صف الملوك على موقع ألو سيني (الفرنسية)
- صف الملوك على موقع Turner Classic Movies (الإنجليزية)
- صف الملوك على موقع أول موفي (الإنجليزية)
- صف الملوك على موقع فيلمافينيتي (الإسبانية)
- صف الملوك على موقع قاعدة بيانات الأفلام السويدية (السويدية)